# Matthew Kidd
Matthew Kidd (El Cairo, Egipto, 27 de octubre de 1979) es un nadador retirado británico nacido en Egipto especializado en pruebas de estilo libre. Fue medalla de bronce en 4x100 metros estilos durante el Campeonato Mundial de Natación en Piscina Corta de 2000 tras nadar las series eliminatorias. En el año 2000 también consiguió la medalla de bronce en el relevo 4x50 metros libres durante el Campeonato Europeo de Natación en Piscina Corta.

## Palmarés internacional
| Campeonato Europeo de Natación en Piscina Corta | Campeonato Europeo de Natación en Piscina Corta | Campeonato Europeo de Natación en Piscina Corta | Campeonato Europeo de Natación en Piscina Corta |
| Año                                             | Lugar                                           | Medalla                                         | Prueba                                          |
| ----------------------------------------------- | ----------------------------------------------- | ----------------------------------------------- | ----------------------------------------------- |
| 2000                                            | Valencia (España)                               | Medalla de bronce                               | 4 × 50 m libre                                  |
| Campeonato Mundial de Natación en Piscina Corta |                                                 |                                                 |                                                 |
| Año                                             | Lugar                                           | Medalla                                         | Prueba                                          |
| 2000                                            | Atenas (Grecia)                                 | Medalla de bronce                               | 4 × 100 m estilos                               |